# Michael Rensing
Michael Rensing (Lingen, 14 maggio 1984) è un ex calciatore tedesco, di ruolo portiere.

## Carriera

### Club

#### Bayern Monaco

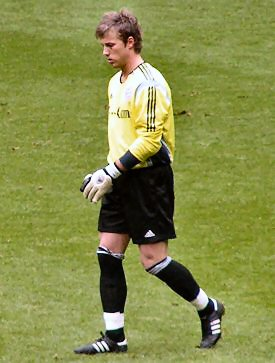
Rensing al Bayern Monaco (2006)

Rensing fu ingaggiato nel 2002 dal Bayern Monaco, che lo acquistò dal club della sua città natale, il Tus Lingen. Nella stagione 2004-2005 passò in Regionalliga (terza divisione), con la squadra riserve del Bayern.
Iniziò a far parte della prima squadra dal 2004, e la sua prima apparizione in Bundesliga arrivò a 19 anni, il 21 febbraio 2004, nella partita tra Bayern Monaco e Amburgo, vinta per 1-0. Durante la stagione 2005-2006 totalizzò 4 presenze, comprese le vittorie contro il Kaiserslautern (4-0) e contro il Magonza (4-2).
Scese in campo in sei partite di Bundesliga nella stagione 2006-2007. Sempre in quella stagione registrò la sua prima presenza in Champions League il 21 febbraio 2006 contro il Milan, rimpiazzando Kahn che si era infortunato. Subì due gol nel 2-2 finale, di cui uno su rigore.
Dopo tanti anni da secondo portiere, dalla stagione 2008-2009, complice il ritiro dall'attività di Oliver Kahn, è diventato il portiere titolare del Bayern Monaco. Dalla stagione successiva perde il posto di titolare assegnato a Hans-Jörg Butt. A fine stagione non rinnova il contratto con il Bayern Monaco restando svincolato.

#### Colonia
Il 21 dicembre 2010 viene ingaggiato dal Colonia,  con il quale ha firmato un contratto fino al termine della stagione, con opzione per un rinnovo annuale. Le sue buone prestazioni gli permisero di essere nominato terzo miglior portiere di Germania dalla rivista sportiva tedesca Kicker. Il suo contratto fu pertanto esteso fino al 2013. Tuttavia, al termine della stagione 2011-2012, giocata da titolare ma terminata con la retrocessione della squadra, si svincolò.

#### Bayer Leverkusen
In agosto ha firmato con il Bayer Leverkusen, squadra rivale del Colonia, in cui sarebbe stato il secondo di Bernd Leno.

### Nazionale
Dopo aver giocato per le nazionali giovanili, è stato convocato all'Europeo U-21 2004. È stato poi il portiere titolare della Nazionale Under-21 tedesca dal 2004 al 2006, e ha partecipato da protagonista all'Europeo Under-21 2006.

## Statistiche

### Presenze e reti nei club
Statistiche aggiornate al 4 marzo 2016.
| Stagione             | Squadra              | Campionato           | Campionato | Campionato | Coppe nazionali | Coppe nazionali | Coppe nazionali | Coppe continentali | Coppe continentali | Coppe continentali | Altre coppe | Altre coppe | Altre coppe | Totale | Totale |
| Stagione             | Squadra              | Comp                 | Pres       | Reti       | Comp            | Pres            | Reti            | Comp               | Pres               | Reti               | Comp        | Pres        | Reti        | Pres   | Reti   |
| -------------------- | -------------------- | -------------------- | ---------- | ---------- | --------------- | --------------- | --------------- | ------------------ | ------------------ | ------------------ | ----------- | ----------- | ----------- | ------ | ------ |
| 2002-2003            | Bayern Monaco        | BL                   | 0          | 0          | CG              | 1               | -2              | UCL                | 0                  | 0                  | CdL         | 0           | 0           | 1      | -2     |
| 2003-2004            | Bayern Monaco        | BL                   | 2          | 0          | CG              | 0               | 0               | UCL                | 0                  | 0                  | CdL         | 0           | 0           | 2      | 0      |
| 2004-2005            | Bayern Monaco        | BL                   | 4          | -5         | CG              | 6               | -9              | UCL                | 0                  | 0                  | CdL         | 0           | 0           | 10     | -14    |
| 2005-2006            | Bayern Monaco        | BL                   | 6          | -6         | CG              | 0               | 0               | UCL                | 1                  | -1                 | CdL         | 1           | -2          | 8      | -9     |
| 2006-2007            | Bayern Monaco        | BL                   | 1          | -1         | CG              | 2               | -5              | UCL                | 1                  | -2                 | CdL         | 1           | 0           | 5      | -8     |
| 2007-2008            | Bayern Monaco        | BL                   | 10         | -3         | CG              | 1               | -1              | CU                 | 6                  | -6                 | CdL         | 1           | 0           | 18     | -10    |
| 2008-2009            | Bayern Monaco        | BL                   | 26         | -36        | CG              | 4               | -8              | UCL                | 7                  | -4                 | -           | -           | -           | 37     | -48    |
| 2009-2010            | Bayern Monaco        | BL                   | 4          | -5         | CG              | 3               | -3              | UCL                | 0                  | 0                  | -           | -           | -           | 10     | -12    |
| Totale Bayern Monaco | Totale Bayern Monaco | Totale Bayern Monaco | 53         | -56        |                 | 17              | -28             |                    | 15                 | -13                |             | 3           | -2          | 88     | -99    |
| gen.-giu. 2011       | Colonia              | BL                   | 16         | -29        | CG              | 0               | 0               | -                  | -                  | -                  | -           | -           | -           | 16     | -29    |
| 2011-2012            | Colonia              | BL                   | 32         | -71        | CG              | 1               | -2              | -                  | -                  | -                  | -           | -           | -           | 33     | -73    |
| Totale Colonia       | Totale Colonia       | Totale Colonia       | 48         | -100       |                 | 1               | -2              |                    | -                  | -                  |             | -           | -           | 49     | -102   |
| 2012-2013            | Bayer Leverkusen     | BL                   | 2          | -5         | CG              | 1               | -2              | UEL                | 1                  | 0                  | -           | -           | -           | 4      | -7     |
| 2013-2014            | F. Düsseldorf        | ZL                   | 5          | -5         | CG              | 0               | 0               | -                  | -                  | -                  | -           | -           | -           | 5      | -5     |
| 2014-2015            | F. Düsseldorf        | ZL                   | 24         | -36        | CG              | 1               | -3              | -                  | -                  | -                  | -           | -           | -           | 25     | -39    |
| 2015-2016            | F. Düsseldorf        | ZL                   | 25         | -34        | CG              | 0               | 0               | -                  | -                  | -                  | -           | -           | -           | 25     | -34    |
| Totale F. Düsseldorf | Totale F. Düsseldorf | Totale F. Düsseldorf | 54         | -75        |                 | 1               | -3              |                    | -                  | -                  |             | -           | -           | 55     | -78    |
| Totale carriera      | Totale carriera      | Totale carriera      | 157        | -236       |                 | 20              | -35             |                    | 16                 | -13                |             | 3           | -2          | 196    | -286   |

## Palmarès

### Club
- Campionato tedesco: 4

Bayern Monaco: 2004-2005, 2005-2006, 2007-2008, 2009-2010
- Coppa di Germania: 4

Bayern Monaco: 2004-2005, 2005-2006, 2007-2008, 2009-2010
- Coppa di Lega tedesca: 1

Bayern Monaco: 2007
- 2. Fußball-Bundesliga: 1

Fortuna Düsseldorf: 2017-2018